# Lijst van oorlogsmonumenten in Leeuwarden
De Nederlandse gemeente Leeuwarden heeft 44 oorlogsmonumenten. Hieronder een overzicht. 
| Nr.                             | Object                                                                                            | Herdachte groep                                                                                              | Ontwerper                                          | Onthulling        | Type               | Locatie                         | Plaats     | Coördinaten                   | Foto                                                                                              |
| ------------------------------- | ------------------------------------------------------------------------------------------------- | --- | -------------------------------------------------- | ----------------- | ------------------ | ------------------------------- | ---------- | ----------------------------- | ------------------------------------------------------------------------------------------------- |
| 140                             | Monument in clubhuis 'De Clipper'                                                                 | militairen in dienst van het Ned. Kon. 1940-1945                                                             |                                                    |                   | overig             | Jachthavenlaan, 8937 AM         | Leeuwarden | 53° 11' 54" NB, 5° 49' 33" OL |                                                                                                   |
| 186                             | Oorlogsmonument                                                                                   | burgerslachtoffers                                                                                           |                                                    |                   | gedenksteen        | Langebuorren, 9051 BD           | Stiens     | 53° 15' 41" NB, 5° 45' 31" OL | Oorlogsmonument                                                                                   |
| 187                             | Gedenksteen op de Joodse begraafplaats                                                            | vervolgden Nederland                                                                                         |                                                    |                   | begraafplaats/graf | Jelsumerstraat, 8917 EL         | Leeuwarden | 53° 12' 37" NB, 5° 47' 19" OL |                                                                                                   |
| 188                             | Monument in de Sint-Bonifatiuskerk                                                                | overig | Victor Sprenkels (beeld), H.N.J. Engels (sieraden) | 3 augustus 1947   | kapel              | Bonifatiusplein 20, 8911 JT     | Leeuwarden | 53° 12' 15" NB, 5° 48' 7" OL  | Monument in de Sint-Bonifatiuskerk                                                                |
| 189                             | Monument in de Nicolaaskerk                                                                       | overig | Douwe Jouwerts van der Heide                       |                   | overig             |                                 | Koarnjum   | 53° 14' 36" NB, 5° 46' 58" OL |                                                                                                   |
| 190                             | Muurschildering in het Christelijk Gymnasium Beyers Naudé                                         | burgerslachtoffers, verzet Nederland                                                                         | Louis Boermeester                                  | 18 oktober 1947   | overig             | Gymnasiumstraat 36, 8932 GW     | Leeuwarden | 53° 11' 40" NB, 5° 47' 43" OL |                                                                                                   |
| 192                             | Gedenkramen in het provinciehuis                                                                  | overig | Hubert Levigne                                     | 4 januari 1949    | glas-in-lood       | Tweebaksmarkt 52, 8911 KZ       | Leeuwarden | 53° 12' 6" NB, 5° 48' 2" OL   |                                                                                                   |
| 193                             | Koningin Wilhelminaraam in de Grote of Jacobijnerkerk                                             | verzet Nederland                                                                                             | Dick Osinga (ontwerp), Firma Bogtman (uitvoering)  | 6 juni 1963       | glas-in-lood       | Jacobijnerkerkhof 95, 8911 EN   | Leeuwarden | 53° 12' 14" NB, 5° 47' 51" OL |                                                                                                   |
| 195                             | Indië-monument in het provinciehuis                                                               | militairen in dienst van het Ned. Kon. na 1945                                                               |                                                    | 3 oktober 1970    | plaquette          | Tweebaksmarkt 52, 8911 KW       | Leeuwarden | 53° 12' 5" NB, 5° 48' 1" OL   | Indië-monument in het provinciehuis                                                               |
| 197                             | Monument voor Antonie Hubertus Bodaan op Vliegbasis Leeuwarden                                    | militairen in dienst van het Ned. Kon. 1940-1945                                                             |                                                    | 4 mei 1959        | overig             | Keegsdijkje 7, 8900 JB          | Leeuwarden | 53° 13' 15" NB, 5° 46' 37" OL |                                                                                                   |
| 198                             | Monument voor Bernardus ten Hulscher                                                              | verzet Nederland                                                                                             | W. Stuurman                                        | 21 juni 1947      | gedenksteen        | Tweebaksmarkt, 8911 KW          | Leeuwarden | 53° 12' 5" NB, 5° 48' 1" OL   |                                                                                                   |
| 199                             | Monument voor S.M. van Haersma Buma en P.M. van Baerdt van Sminia. Plaquette in het provinciehuis | verzet Nederland                                                                                             | Hendrik Dannenburg                                 | 16 mei 1947       | plaquette          | Tweebaksmarkt 52, 8911 KZ       | Leeuwarden | 53° 12' 6" NB, 5° 48' 2" OL   | Monument voor S.M. van Haersma Buma en P.M. van Baerdt van Sminia. Plaquette in het provinciehuis |
| 200                             | Monument voor Hendrik van der Galiën, Fries Verzetsmuseum (oorspronkelijk in politiebureau)       | verzet Nederland                                                                                             | A. van der Veen                                    |                   | overig             | Wilhelminaplein 92, 8911 BS     | Leeuwarden | 53° 11' 59" NB, 5° 47' 40" OL | Monument voor Hendrik van der Galiën, Fries Verzetsmuseum (oorspronkelijk in politiebureau)       |
| 201                             | Monument voor Spoorwegpersoneel                                                                   | burgerslachtoffers, verzet Nederland                                                                         | Andries Baart sr.                                  | 22 november 1945  | plaquette          | Centraal Station                | Leeuwarden | 53° 11' 46" NB, 5° 47' 34" OL | Meer afbeeldingen                                                                                 |
| 228                             | Gedenkraam in het gemeentehuis                                                                    | overig |                                                    |                   | glas-in-lood       |                                 | Mantgum    | 53° 7' 42" NB, 5° 43' 9" OL   |                                                                                                   |
| 229                             | Monument voor mr. S.M. van Haersma Buma                                                           | verzet Nederland                                                                                             | Marius Duintjer                                    |                   | zuil               |                                 | Weidum     | 53° 8' 46" NB, 5° 44' 43" OL  |                                                                                                   |
| 230                             | Monument voor vijftien verzetsstrijders op Erebegraafplaats van de Noorderbegraafplaats           | militairen in dienst van het Ned. Kon. 1940-1945, burgerslachtoffers, vervolgden Nederland, verzet Nederland | Marius Duintjer                                    |                   | begraafplaats/graf | Schapendijkje 4, 8915 AB        | Leeuwarden | 53° 12' 43" NB, 5° 46' 27" OL |                                                                                                   |
| 232                             | Plaquette Kardinaal de Jong in Fries Verzetsmuseum                                                | verzet Nederland                                                                                             |                                                    | 27 september 1979 | plaquette          | Wilhelminaplein 92, 8911 BS     | Leeuwarden | 53° 12' 9" NB, 5° 48' 4" OL   | Plaquette Kardinaal de Jong in Fries Verzetsmuseum                                                |
| 252                             | Monument voor sgt. William Robert Fisher                                                          | geallieerde militairen                                                                                       |                                                    |                   | begraafplaats/graf |                                 | Wirdum     |                               |                                                                                                   |
| 253                             | Monument aan de Keizersgracht                                                                     | verzet Nederland                                                                                             |                                                    | 8 december 1984   | gedenksteen        | Keizersgracht, 8911 KR          | Leeuwarden | 53° 12' 1" NB, 5° 48' 3" OL   |                                                                                                   |
| 254                             | Herdenkingsmonument in het Burmaniahuis                                                           | verzet Nederland                                                                                             | Chris Fokma                                        |                   | beeld/sculptuur    | Nieuwestad 9, 8911 CG           | Leeuwarden | 53° 12' 12" NB, 5° 47' 29" OL | Herdenkingsmonument in het Burmaniahuis                                                           |
| 256                             | Monument voor ir. Jacobus Oosterhoff op Noorderbegraafplaats                                      | militairen in dienst van het Ned. Kon. 1940-1945                                                             | Steenhouwerij Arends                               |                   | gedenksteen        | Schapendijkje 4, 8915 AB        | Leeuwarden | 53° 12' 43" NB, 5° 46' 27" OL |                                                                                                   |
| 257                             | Royal Canadian Dragoons                                                                           | geallieerde militairen                                                                                       |                                                    | 15 april 1983     | plaquette          |                                 | Leeuwarden | 53° 12' 12" NB, 5° 47' 29" OL |                                                                                                   |
| 258                             | Monument in het Arbeidsbureau                                                                     | burgerslachtoffers                                                                                           | Hubert Levigne                                     |                   | plaquette          | Tesselschadestraat 35, 8913 HA  | Leeuwarden | 53° 11' 58" NB, 5° 46' 43" OL |                                                                                                   |
| 361                             | Monument Benninga's margarinefabrieken in Fries Verzetsmuseum                                     | vervolgden Nederland                                                                                         | N.V. Metaalgieterij Holland                        |                   | plaquette          | Wilhelminaplein 92, 8911 BS     | Leeuwarden | 53° 12' 9" NB, 5° 48' 4" OL   | Monument Benninga's margarinefabrieken in Fries Verzetsmuseum                                     |
| 362                             | Joods monument                                                                                    | vervolgden Nederland                                                                                         | Kees van Renssen                                   |                   | zuil               | A.S. Levissonstraat 40, 8911 EL | Leeuwarden | 53° 12' 15" NB, 5° 47' 47" OL | Joods monument                                                                                    |
| 365                             | Monument op de Joodse begraafplaats                                                               | vervolgden Nederland                                                                                         | Ir. Feddema                                        | 4 mei 1949        | plaquette          | Jelsumerstraat, 8917 EL         | Leeuwarden | 53° 12' 35" NB, 5° 47' 29" OL | Monument op de Joodse begraafplaats                                                               |
| 366                             | Wand met Joodse namen in Fries Verzetsmuseum                                                      | vervolgden Nederland                                                                                         | Rob Nijpels                                        |                   | plaquette          | Wilhelminaplein 92, 8911 BS     | Leeuwarden | 53° 12' 9" NB, 5° 48' 4" OL   | Wand met Joodse namen in Fries Verzetsmuseum                                                      |
| 521                             | Monument in de Prinsentuin                                                                        | algemeen | Auke Hettema                                       | 4 mei 1955        | beeld/sculptuur    | Prinsentuin, 8911 DE            | Leeuwarden | 53° 12' 16" NB, 5° 47' 33" OL | Monument in de Prinsentuin                                                                        |
| 690                             | Oorlogsmonument                                                                                   | militairen in dienst van het Ned. Kon. 1940-1945, burgerslachtoffers, verzet Nederland                       | Arjen Goodijk                                      | 1 oktober 1947    | gedenksteen        | Stationsweg 1, 9001 ED          | Grouw      | 53° 5' 38" NB, 5° 50' 3" OL   | Oorlogsmonument                                                                                   |
| 756                             | Herdenkingsmonument, een geschenk van Limburgse evacués                                           | overig |                                                    | 5 mei 1949        | gedenkbank         | Grote Buren by 1, 9005 PP       | Warga      | 53° 9' 6" NB, 5° 50' 40" OL   |                                                                                                   |
| 803                             | De Deadenwacht in Rengerspark                                                                     | militairen in dienst van het Ned. Kon. na 1945                                                               | G.J. Tuink                                         |                   | overig             | Rengerspad                      | Leeuwarden | 53° 12' 29" NB, 5° 47' 39" OL | Meer afbeeldingen                                                                                 |
| 925                             | Vrouw op voedseltocht (De Koerierster) in Noorderplantage                                         | verzet Nederland                                                                                             | Tineke Bot                                         | 4 mei 1981        | beeld/sculptuur    | Noorderplantage, 8911 DE        | Leeuwarden | 53° 12' 12" NB, 5° 47' 20" OL | Meer afbeeldingen                                                                                 |
| 1634                            | Monument bij kerktoren van Schillaard                                                             | geallieerde militairen                                                                                       |                                                    | 29 april 1992     | overig             | Skillaerd 2, 9022 BK            | Mantgum    | 53° 7' 25" NB, 5° 42' 27" OL  | Monument bij kerktoren van Schillaard                                                             |
| 1635                            | Monument in het GAK-gebouw                                                                        | verzet Nederland                                                                                             |                                                    |                   | overig             | Tesselschadestraat 5, 8913 HA   | Leeuwarden | 53° 11' 56" NB, 5° 47' 5" OL  |                                                                                                   |
| 2033                            | Monument voor Pieter Reitsma en Hein Schukken bij de Catharinakerk                                | verzet Nederland                                                                                             |                                                    | 15 mei 1948       | plaquette          |                                 | Lions      | 53° 9' 4" NB, 5° 40' 40" OL   |                                                                                                   |
| 2523                            | Monument in de Johannes de Doperkerk                                                              | verzet Nederland                                                                                             |                                                    | 16 mei 2004       | plaquette          | Skilpaed 1, 9027 BJ             | Hijlaard   | 53° 9' 56" NB, 5° 42' 43" OL  |                                                                                                   |
| 3547                            | Bicornus                                                                                          | verzet Nederland                                                                                             | Tilly Buij                                         | 1996              | beeld/sculptuur    | Lycklamastins, 8925 KZ          | Leeuwarden | 53° 12' 38" NB, 5° 50' 24" OL | Bicornus                                                                                          |
| 4188                            | Joods gedenkteken Westerpark                                                                      | vervolgden Nederland                                                                                         |                                                    | 28 april 2019     | plaquette          | Westerparkstraat                | Leeuwarden | 53° 12' 7" NB, 5° 47' 4" OL   | Joods gedenkteken Westerpark                                                                      |
| 4268                            | De Zwaluwhaven                                                                                    | geallieerde militairen                                                                                       | Nynke-Rixt Jukema                                  | 15 april 2018     | overig             |                                 | Wartena    | 53° 8' 14" NB, 5° 54' 32" OL  | Meer afbeeldingen                                                                                 |
| 4489                            | Crossroads Vector ‘Liberation by the Royal Canadian Dragoons’                                     | geallieerde militairen                                                                                       | Studio Daniel Libeskind                            | 15 april 2023     | glas en metaal     | Groningerplein                  | Leeuwarden | 53° 12' 32" NB, 5° 48' 24" OL | Crossroads Vector ‘Liberation by the Royal Canadian Dragoons’                                     |
| 4491                            | O.L.V. van Leeuwarden vluchtelingenraam in de Sint-Dominicuskerk                                  | oorlogsvluchtelingen uit Tiel en Roermond                                                                    | Wim van Woerkom                                    | 1949              | glas-in-lood       | Harlingerstraat 26, 8913 CE     | Leeuwarden | 53° 12' 12" NB, 5° 47' 7" OL  | O.L.V. van Leeuwarden vluchtelingenraam in de Sint-Dominicuskerk                                  |
| 4743                            | Oorlogsmonument Jirnsum                                                                           | burgerslachtoffers                                                                                           |                                                    | 4 mei 2025        | gedenksteen        | Rijksweg 136, 9011 VH           | Irnsum     | 53° 4' 40" NB, 5° 47' 35" OL  |                                                                                                   |
| Dit oorlogsmonument op Wikidata | Gedenkraam in de Blokhuispoort                                                                    | verzet Nederland                                                                                             | Gerard Groenewoud en Tilly Buij                    | 6 mei 2021        | glas-in-lood       | Blokhuisplein 40, 8911 LJ       | Leeuwarden | 53° 11' 59" NB, 5° 48' 1" OL  | Gedenkraam in de Blokhuispoort                                                                    |
|                                 | Joods Namenmonument                                                                               | vervolgden Nederland                                                                                         | Saskia van Montfort                                | 14 oktober 2021   | glas en metaal     | Jacobijnerkerkhof, 8911 EN      | Leeuwarden | 53° 12' 14" NB, 5° 47' 48" OL | Joods Namenmonument                                                                               |
|                                 | Stolpersteine                                                                                     | vervolgden Nederland                                                                                         | Gunter Demnig                                      |                   | reliëf             | Zie Stolpersteine in Leeuwarden | Leeuwarden |                               |                                                                                                   |

Achtkarspelen ·
Ameland ·
Dantumadeel ·
De Friese Meren ·
Harlingen ·
Heerenveen ·
Leeuwarden ·
Noardeast-Fryslân ·
Ooststellingwerf ·
Opsterland ·
Schiermonnikoog ·
Smallingerland ·
Súdwest-Fryslân ·
Terschelling ·
Tietjerksteradeel ·
Vlieland ·
Waadhoeke ·
Weststellingwerf